# Yabutí
Yabuti (Djeoromitxí, Jeoromitxi, Jabutí, Jaboti, Kipiu, Quipiú).- Pleme zapadnobrazilskih Indijanaca danas nastanjeno na području postaje Rio Branco u Rondôniji. Prema PROEL-u preostalo ih je još 100, dok YWAM izvještava da (1990.) još samo petorica ljudi zna ovaj jezik (zvan i jeoromitxi), inače član istoimene porodice i Velike porodice Macro-Ge.
Yabutí su srodni plemenima Arikapú i Mašubi s kojima pripadaju istoimenoj porodici. U istočnoj Rondôniji zapisani na područku rezervata Terra Indígena Rio Branco (na kojemu je 1985 bilo 213 Indijanaca iz više plemena -Makuráp i Tupari). Druga grupa bijaše na rezervatu Terra Indígena Guaporé (s plemenom Makuráp), općina Guajará-Mirim, (241 Indijanac |1986.), ali iz više plemena, nisu posebno popisivani, pa je brojno stanje Yabutija ostalo nepoznato. U niovuje vrijeme brojno stanje iznosi 190 etničkih (2009 FUNASA); 215 (Siasi/Sesai, 2012).
Bijelcima su Jaboti poznati tek od početka 20-tog stoljeća, i to pod imenom Jaboti. Naziv Djeoromitxí možda je isprva označavao lokalnu poskupinu ili klan. Nazivi Kipiu i Quipiú zablježila je Snethlageova ekspedicija 1934., i također se vjerojatno odnosi na neku lokalnu podskupnu.
Naziv Jabuti posuđenica je iz tupi jezika koja označava kornjaču Testudo tabulata, odnosno Chelonoidis denticulata, koja se u brazilskom portugalskom naziva Jabuti-tinga.
Tradicionalno se satoje od 5 podgrupa, to su viz.: Joromité, Kunonerê, Kurofê, Kunambirô i Oricotaré.

## Vanjske poveznice
- Djeoromitxí